# Christian Yantani
Christian Raúl Yantani Garcés (Valdivia, 8 de agosto de 1975) es un deportista chileno que compitió en remo.
Ganó tres medallas en el Campeonato Mundial de Remo entre los años 1998 y 2002. En los Juegos Panamericanos consiguió tres medallas entre los años 1999 y 2003.

## Palmarés internacional
| Campeonato Mundial   | Campeonato Mundial              | Campeonato Mundial | Campeonato Mundial        |
| Año                  | Lugar                           | Medalla            | Prueba                    |
| -------------------- | ------------------------------- | ------------------ | ------------------------- |
| 1998                 | Colonia (Alemania)              | Medalla de bronce  | Dos sin timonel ligero    |
| 1999                 | St. Catharines (Canadá)         | Medalla de plata   | Dos sin timonel ligero    |
| 2002                 | Sevilla (España)                | Medalla de oro     | Dos sin timonel ligero    |
| Juegos Panamericanos |                                 |                    |                           |
| Año                  | Lugar                           | Medalla            | Prueba                    |
| 1999                 | Winnipeg (Canadá)               | Medalla de bronce  | Cuatro con timonel        |
| 1999                 | Winnipeg (Canadá)               | Medalla de bronce  | Cuatro sin timonel ligero |
| 2003                 | Santo Domingo (Rep. Dominicana) | Medalla de oro     | Cuatro sin timonel ligero |